# Euphorbia eyassiana
Euphorbia eyassiana es una especie fanerógama perteneciente a la familia de las euforbiáceas. Es endémica de Tanzania.

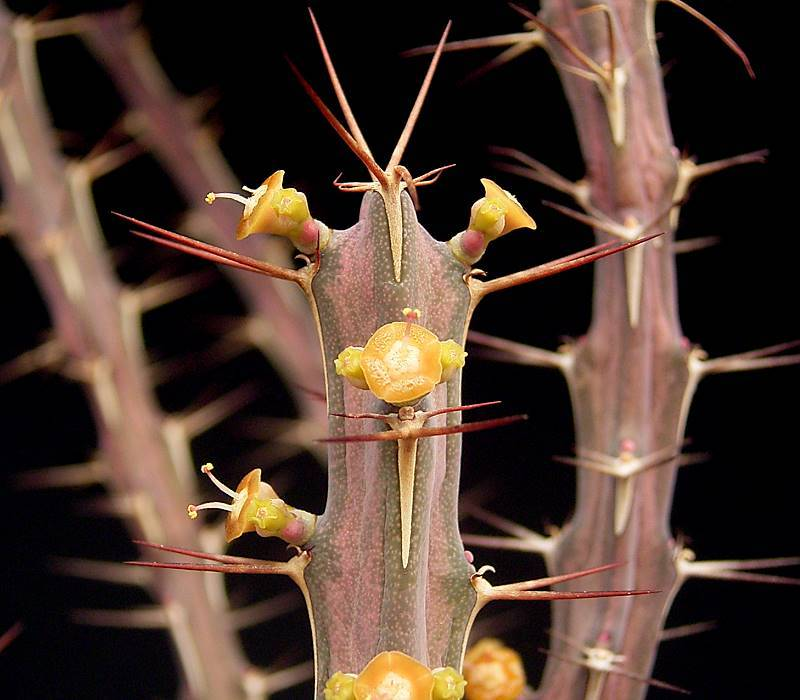
Inflorescencia

## Descripción
Es una planta suculenta perennifolia, con tallos, de cortos rizomas, densamente ramificados en la base,  poco más arriba, erecto que alcanza los 80 cm de altura, tallos y ramas 4 (-5) angulares de  1 cm de espesor, los ángulos con los dientes con poca profundidad a 1-2 cm de distancia; espinosos. Crecen en grupos de 1,5 m de ancho.

## Ecología
Se encuentra en suelos pedregosos y en pastizales y matorrales secos abiertos; en suelos de arcilla color marrón, gris oscuro-marrón, en grietas de las rocas, con especies de Sansevieria y Aloe ballyi; en las colinas rocosas de lava, con la tierra desnuda, muy erosionada por las cabras, etc ..
Está  estrechamente relacionada con Euphorbia tenuispinosa.

## Taxonomía
Euphorbia eyassiana fue descrita por P.R.O.Bally & S.Carter y publicado en Icones Plantarum 39: t.3864. 1982.
Etimología
Euphorbia: nombre genérico que deriva del médico griego del rey Juba II de Mauritania (52 a 50 a. C. - 23), Euphorbus, en su honor – o en alusión a su gran vientre –  ya que usaba médicamente Euphorbia resinifera. En 1753 Carlos Linneo asignó el nombre a todo el género.
eyassiana: epíteto